# Abessinien
Abessinien, også kendt som Kejserriget Etiopien, var et østafrikansk imperium, som varede fra omtrent 1270 (begyndelsen af det salomonske dynasti) til 1974, da kejserriget blev styrtet af den marxistisk-leninistiske junta Derg. Ved sin største udstrækning før statskuppet omfattede riget nutidens Etiopien og Eritrea.

## Historie

### Baggrund
Forgængerne til Det etiopiske rige var Kongeriget Aksum og det agawiske kristne Zagwe-dynasti.

### Det salomoniske dynasti kommer til magten
I 1270 blev Zagwe-kejseren styrtet af det salomonske dynasti, som hævdede at nedstamme fra Aksums herskere, og videre fra kong Salomon og dronningen af Saba. I århundrederne, som fulgte, forsvarede abessinierne sig succesrigt mod invaderende arabere og tyrkere og oprettede diplomatiske forhold med nogen europæiske magter, som for eksempel Portugal.
Mellem 1529 og 1543 udkæmpede Etiopien en krig mod det muslimske Adal-sultanat, kendt som Etiopien–Adal-krigen, som førte til store ødelæggelser og en svækkelse af begge lande. Adal skaffede sig kontrol over store dele af Etiopien, men disse områder blev generobrede af Etiopien med portugisisk støtte.

### Zemene Measfint
I Etiopien kaldes perioden fra 1755 eller 1769 til 1855 for Zemene Mesafint. Denne tidsperiode blev præget af isolation, indre strid og splittelse. Mod slutningen af perioden blev landet genforenet af kejser Tewodros, og kejserens magt blev genoprettet.

### 1800-tallet
Det etiopiske kejserrige var sammen med Liberia de eneste lande i Afrika, som ikke blev koloniserede i 1800-tallet under kapløbet om Afrika. Landet blev imidlertid okkuperet af Kongeriget Italien fra 1936 efter Den anden italiensk-abessinske krig og frem til 1941, da landet blev befriet af de Allierede og etiopiske styrker.
Det moderne Etiopien blev skabt af kejser Menelik 2., som grundlagde byen Addis Abeba i 1887. I 1895-1896 modstod landet et kolonisationsforsøg fra Italien. Det afgørende sidste slag, slaget ved Adwa, blev stående som et symbol på etiopisk vilje til selvstændighed. Under kejser Menelik 2. erobrede Etiopien land, som i dag ligger syd og øst i landet, og mere end fordoblede sit landareal. Derfor kan Etiopien tilnærmelsesvis anses som en af tidens imperialistiske magter. Men selv om Menelik forsøgte at modernisere landet, forblev det et mere eller mindre fattigt, underudviklet afrikansk land.

### Etiopien under Haile Selassie (1930-1974)
Under Haile Selassie, den sidste kejser af Etiopien, blev landet i 1935 angrebet og okkuperet af det fascistiske Italien under Mussolini og blev en del af Italiensk Øst-Afrika (Africa Orientale Italiana, AOI på italiensk), sammen med Eritrea og Somalia. Kejseren blev nødt til at flygte fra landet.
I 1941 blev AOI invaderet af allierede styrker, og Etiopien blev selvstændigt igen. Haile Selassie blev genindsat som kejser. I 1952 bestemte FN, at Eritrea skulle gå ind i en føderation med Etiopien. Efter, at eritreiske frihedskæmpere gjorde oprør i starten af 1960'erne, blev landet annekteret af Etiopien, dette igangsatte en 30 år lang borgerkrig.
Haile Selassie blev styrtet i 1974 af den marxistisk-leninistiske junta Derg(en), som, støttet af Sovjetunionen og Cuba, gjorde Etiopien til en etpartistat og en socialistisk republik.

## Organisering
I 1935, året Italien invaderede Etiopien for anden gang, fremlagde italiensk efterretning en oversigt over den anslåede militære styrke og politiske organisering af kejserriget. Ordet provins blev brugt på en generel måde, og henviste enkelte gange blot til et geografisk område. Ifølge italienske kilder var landet opdelt i følgende kongeriger (hovedstad – hersker):
- Vest-Tigrai-kongeriget (Vest-Tigray) (Adua/Adwa – Ras Seium Mangascia)
- Øst-Tigrai-kongeriget (Øst-Tigray) (Macalle – Degiac Haileselassie Gugsa)
- Beghemeder-kongeriget (Begmender) (Debra Tabor – Ras Casa Hailu)
- Goggiam-kongeriget (Gojjam) (Debra Marcos – Ras Immiru)
- Uollo-kongeriget (Wello?) (Dessie – Arveprins Asfauossen)
- Scioa-kongeriget (Shewa?) (Addis Abeba – Negus Haile Sellasies egne områder)
  - Cellia, Nonno, Uolisò, Gabbo, Amoia, Soddo, Guagliè, Marequò and Gamma (Underprovinser)
- Caffa-kongeriget (Kaffa) (Sciarrada – Ras Ghetacciou)
- Sidamo-kongeriget (Abera – Ras Desta Damton)
- Harar-emiratet (Harrar – Prins Makonnen)
- Gimma-sultanatet (Gamu Gofa?) (Giren – Abba Gifar Sultan)
- Aussa-sultanatet (Arsi?) (Sardo – Mohamed Jaio Sultan)
- Et stort antal selvstændige provinser, hovedsagelig i de vestlige og sydvestlige dele af riget.

Den etiopiske hær blev anslået at have mindst 331.000 soldater i 1935 fordelt på flere hære, i alt op til 800.000 soldater under denne krig.
12°36′N 37°28′Ø / 12.6°N 37.47°Ø